# Jean-Paul Tony Helissey
Jean-Paul Tony Helissey (Pointe-à-Pitre, 28 de março de 1990) é um esgrimista francês, medalhista olímpico.

## Carreira

### Rio 2016
Tony Helissey representou seu país nos Jogos Olímpicos de Verão de 2016, no florete. Na competição por equipes conquistou a medalha de prata ao lado de Erwann Le Péchoux, Jérémy Cadot e Enzo Lefort.